# Crooked Teeth
Crooked Teeth è il nono album in studio del gruppo musicale statunitense Papa Roach, pubblicato nel 2017.

## Tracce
Edizione standard
1. Break the Fall – 3:10
2. Crooked Teeth – 3:03
3. My Medication – 3:15
4. Born for Greatness – 3:47
5. American Dreams – 3:23
6. Periscope (featuring Skylar Grey) – 3:36
7. Help – 3:34
8. Sunrise Trailer Park (featuring Machine Gun Kelly) – 3:47
9. Traumatic – 2:48
10. None of the Above – 3:30

Tracce bonus - Edizione deluxe
1. Ricochet – 3:12
2. Nothing – 3:47
3. Bleeding Through – 3:23

Disco 2 - Edizione deluxe (Papa Roach: Live at Fillmore Detroit)
1. Intro – 1:12
2. Face Everything and Rise – 3:14
3. Getting Away with Murder – 4:00
4. Between Angels and Insects – 4:17
5. Where Did the Angels Go? – 5:06
6. Broken Home – 4:13
7. Burn – 4:03
8. Forever – 6:08
9. Scars – 3:40
10. Lifeline – 4:12
11. Infest – 4:17
12. Kick in the Teeth – 4:25
13. Broken as Me – 3:23
14. Still Swingin' – 4:44
15. ...To Be Loved – 3:53
16. Last Resort – 4:44

## Formazione
- Jacoby Shaddix – voce
- Jerry Horton – chitarra, cori
- Tobin Esperance – basso, cori
- Tony Palermo – batteria